# Andrzej Marszałek (wioślarz)
Andrzej Marszałek (ur. 6 czerwca 1970 we Wrocławiu) – polski wioślarz, olimpijczyk z Barcelony 1992.

## Kariera
W trakcie kariery sportowej reprezentował klub AZS Politechnika Wrocławska. Mistrz Polski w dwójce podwójnej w roku 1992.
Uczestnik mistrzostw świata w 1991 roku podczas których wystartował w czwórce podwójnej (partnerami byli: Marek Gawkowski, Andrzej Krzepiński, Jarosław Janowski). Polska osada zajęła 7. miejsce.
Na igrzyskach w Barcelonie wystartował w dwójce podwójnej (partnerem był Andrzej Krzepiński). Polska osada zajęła 5. miejsce.